# Меррімак (Вісконсин)
Меррімак (англ. Merrimac) — селище (англ. village) в США, в окрузі Сок штату Вісконсин. Населення — 1247 осіб (2020).

## Географія
Меррімак розташований за координатами 43°22′32″ пн. ш. 89°37′37″ зх. д. / 43.37556° пн. ш. 89.62694° зх. д. (43.375581, -89.626862).  За даними Бюро перепису населення США в 2010 році селище мало площу 3,90 км², з яких 2,20 км² — суходіл та 1,70 км² — водойми.

## Демографія
Згідно з переписом 2010 року, у селищі мешкало 420 осіб у 185 домогосподарствах у складі 123 родин. Густота населення становила 108 осіб/км².  Було 257 помешкань (66/км²).
Расовий склад населення:
| - 97,9 % — білих - 0,2 % — чорних або афроамериканців |

До двох чи більше рас належало 1,2 %. Частка іспаномовних становила 3,1 % від усіх жителів.
За віковим діапазоном населення розподілялося таким чином: 19,0 % — особи молодші 18 років, 62,0 % — особи у віці 18—64 років, 19,0 % — особи у віці 65 років та старші. Медіана віку мешканця становила 48,0 року. На 100 осіб жіночої статі у селищі припадало 93,5 чоловіків;  на 100 жінок у віці від 18 років та старших — 88,9 чоловіків також старших 18 років.
Середній дохід на одне домашнє господарство  становив 78 260 доларів США (медіана — 69 063), а середній дохід на одну сім'ю — 90 046 доларів (медіана — 78 750). Медіана доходів становила 47 292 долари для чоловіків та 40 938 доларів для жінок. За межею бідності перебувало 16,9 % осіб, у тому числі 18,3 % дітей у віці до 18 років та 8,2 % осіб у віці 65 років та старших.
Цивільне працевлаштоване населення становило 318 осіб. Основні галузі зайнятості: освіта, охорона здоров'я та соціальна допомога — 20,1 %, роздрібна торгівля — 12,9 %, виробництво — 12,6 %.